# Habitatge al carrer de la Font, 1 (Suterranya)
L'Habitatge al carrer de la Font, 1 és un edifici de Tremp (Pallars Jussà) protegit com a Bé Cultural d'Interès Local.

## Descripció
Es tracta d'un edifici construït a dos vents de planta baixa i pis, a excepció d'una crugia en la que hi ha unes golfes. La finca incorpora una dependència situada sobre el passatges que comunica el carrer de la Font amb el carrer Major. Destaquen les façanes de pedra del país amb restes d'arrebossat. Les obertures són de formes diverses, des d'espitlleres de tipus medieval fins a balcons amb llindes de fusta col·locades sota riostres de pedra. Les baranes dels balcons i el terrat han estat renovades.